# 강시훈
강시훈(1992년 2월 8일 ~ )은 대한민국의 전 축구 선수이며 포지션은 수비수였다. 개명 전 이름은 강영연

## 플레이 스타일
강한 피지컬을 활용한 몸싸움, 태클, 제공권에 장점이 있는 선수였다.

### 대회 기록
강릉시청 축구단 (2017)
- 내셔널축구선수권대회 ● 우승: 2017